# رنا الرفاعي
رنا الرفاعي (8 مارس 1977) هي ممثلة وممثلة صوت لبنانية بدا مسيرتها الفنية عام 1999. شاركت عدد من الأعمال وكمؤدية صوت في استوديوهات إيمدج برودكشن هاوس، وهي معروفة بآدائها لصوت بن الشاب من بن 10: أومنيفرس، و سارة من إد إدد و إدي مسلسل كرتوني المصارعين المقنعين والمسلسل الهندي العمر الضائع غيرها.

## فيلموغرافيا

### تلفاز
- سكرتيرة بابا - السكرتيرة آمال. 2000
- قصاقيص ورق. 2005
- محلولة. 2008
- متر ندى. 2010

### أدوار الدبلجة
- إد إدد وإدي - سارة
- المصارعين المقنعين - فلي
- ستيفن البطل - أميثيست
- فتيات القوة - باتركاب
- بن 10 - بن
- بن 10: مدمر الكائنات الفضائية - بن
- بن 10: أومنيفرس - بن (عندما كان صغيرا)
- من ألف ليلة وليلة - شاه زمان
- خلف حائط الحديقة
- مستر بين
- باغز باني
- سونيك بوم - ستيك
- عرض لوني تونز
- أبطال ليوكو المتطورون - أود ديلا روبيا
- أبطال التايتنز إنطلقوا! - جينا ورايفن (الصوت الثاني)
- فيلم باربي: قلعة الألماس (وغيره) بدور آليكسا
- ماركو بولو:فيروز
- ميناء الورق:ماتيلدا
- عالم غامبول المدهش - ريتشل (الصوت الثاني)
- ديسي سوبر هيرو غيرلز - سوبر غيرل
- جوجو بطل الحكاية - جميل
- العمر الضائع
- THE LEGEND OF CORRA- (الافاتار كورا)
- لايزي تاون - (في دور سبورتاكس الصغير)

## وصلات خارجية
- رنا الرفاعي على موقع IMDb (الإنجليزية)